# (10242) Wasserkuppe
(10242) Wasserkuppe (2808 P-L) – planetoida z grupy pasa głównego asteroid okrążająca Słońce w ciągu 3,78 lat w średniej odległości 2,43 j.a. Odkryta 24 września 1960 roku.